# Robert Mathieu
Robert Mathieu, né le 4 mars 1922 à Marcinelle et mort le 9 octobre 1994 à Charleroi, est un chanteur, compositeur belge,.
Il a fait toute sa carrière au Palais des Beaux-Arts de Charleroi, d'abord comme chanteur et régisseur (dès 1957), puis en 1981 en tant que directeur artistique des opérettes,.
Il est le mari de Jacqueline Robert, également artiste lyrique et « divette » au Palais des Beaux-Arts de Charleroi.

## Carrière
Après des études de chant et d'art lyrique au Conservatoire de Charleroi, il commence sa carrière en 1943 au Théâtre des Variétés de Charleroi comme choriste et interprète de petits rôles. Il intègre le Palais des Beaux-Arts de Charleroi dès son ouverture en 1957, comme chanteur d'opéras et d'opérette et régisseur en scène. Attiré par la mise en scène, il devient directeur artistique des opérettes en 1981, à la suite de Marcel Claudel. Il assure aussi des mises en scène à Liège, Mons et Namur,. Il est l'auteur de la revue Charleroi tout ring (1977, 1979) dont les chansons sont enregistrées en 1980.
Il collabore avec d'autres artistes comme Bob Dechamps pour des spectacles ou Émile Lempereur pour les cabarets de Radio-Hainaut.
Il est l'auteur et compositeur de plusieurs chansons en wallon, dont A l’ côde avè lès fîyes, Les Pensionès, L’Istwèle di l’Ouyéû, L’Cé qui vike, i dè wèt, Si t’as jamès stî amoureûs.